# Got to Get You into My Life
Got to Get You into My Life è un brano musicale dei Beatles scritto da Paul McCartney (ma accreditato come da consuetudine al duo Lennon-McCartney) e contenuto nel settimo album della band, Revolver.

## Il brano

### Composizione e registrazione

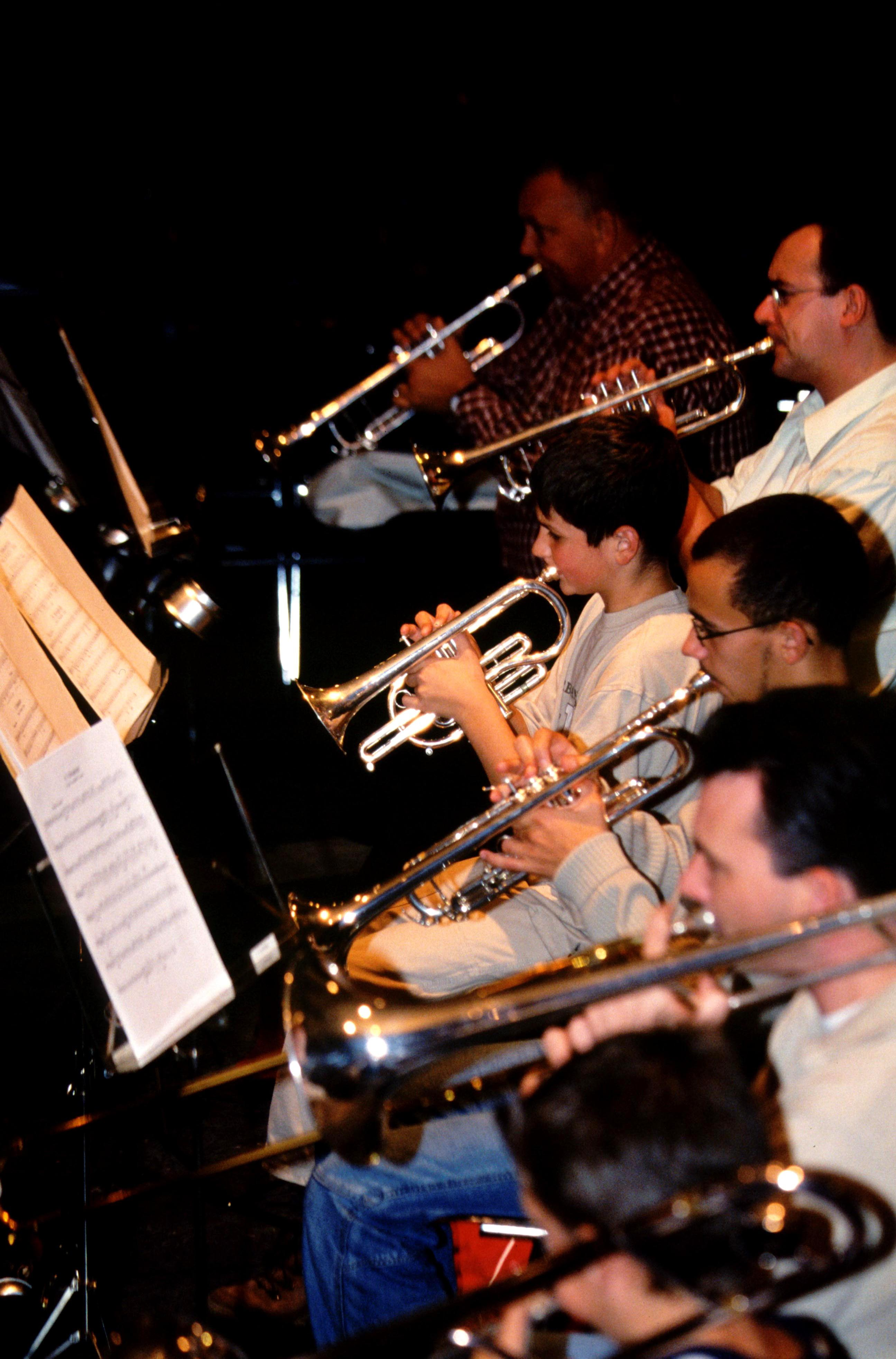
Gli ottoni, usati per un sound Motown

Nonostante sia ufficialmente accreditata alla coppia compositiva Lennon/McCartney, è Paul McCartney il principale autore della canzone, che si occupò anche di cantarla. Il brano venne registrato agli Abbey Road Studios tra il 7 aprile e il 17 giugno 1966 evolvendo considerevolmente dal primo take alla versione finale pubblicata sull'album. il brano sembra essere stato appositamente arrangiato in uno stile soul, con un forte apporto da parte degli strumenti a fiato tipico dei dischi della Stax e della Motown, storiche case discografiche statunitensi specializzate in musica soul. Il 18 maggio fu convocata nello studio di Abbey Road una sezione di cinque fiati – tre trombe e due sax tenori – a cui fu sostanzialmente chiesto di improvvisare, dato che non c'era una partitura scritta ma solo le indicazioni di Paul che al piano coordinava sax e trombe indicando agli strumentisti una linea musicale da seguire. L'incisione dei fiati avvenne con i microfoni direttamente dentro la campana degli strumenti e fu una tecnica innovativa rispetto alla posizione dei microfoni tradizionalmente posti a circa un metro di distanza dai fiati.
Trombe e sassofoni, che dettero al tutto una impronta jazz, dopo un altro mese furono rimpinguati con artifici tecnici nell'ultima seduta in cui il brano venne rifinito e ultimato, il 2 giugno 1966.
Nella sua autobiografia del 1997 scritta a quattro mani con Barry Miles, Paul McCartney: Many Years from Now, McCartney dichiara che il tema della canzone riguarda il suo consumo di marijuana all'epoca. Disse infatti: «Got to Get You into My Life era una di quelle che scrissi quando fui iniziato alla marijuana... Quindi è proprio una canzone su quello, non è su nessuno in particolare». Molte frasi del testo suggeriscono proprio questa interpretazione: «I was alone, I took a ride, I didn't know what I would find there / Another road where maybe I could see some other kind of mind there» ("Ero solo, ho fatto un viaggio, non sapevo cosa avrei trovato là / Un'altra strada dove forse potrei incontrare qualche altro modo di pensare"), «What can I do? What can I be? When I'm with you, I want to stay there / If I am true, I will never leave and if I do, I'll know the way there» ("Che cosa posso fare? Che cosa posso essere? Quando sono con te, voglio restare qui / Se sarò fedele non me ne andrò mai / E se lo faccio, so come tornare lì").

## Pubblicazione
La versione dei Beatles venne pubblicata come singolo promozionale negli Stati Uniti nel 1976, dieci anni dopo la prima pubblicazione del brano su Revolver e sei anni dopo lo scioglimento dei Beatles. La canzone venne fatta uscire su singolo (Lato B: Helter Skelter) per promuovere l'album raccolta Rock 'n' Roll Music. Il singolo raggiunse la posizione numero sette nella classifica Billboard Hot 100, ultimo piazzamento nella top 10 per i Beatles fino alla pubblicazione di Free as a Bird nel 1995.

## Formazione
The Beatles
- Paul McCartney – voce raddoppiata, basso
- John Lennon – chitarra ritmica[6]
- George Harrison – chitarra solista
- Ringo Starr – batteria, tamburino

Altri musicisti
- George Martin – organo
- Eddie Thornton – tromba
- Ian Hamer – tromba
- Les Condon – tromba
- Alan Branscombe – sassofono tenore
- Peter Coe – sassofono tenore

## Cover degli Earth, Wind & Fire
Gli Earth, Wind & Fire reinterpretarono la canzone nel 1978 per l'album colonna sonora del film Sgt. Pepper's Lonely Hearts Club Band. Successivamente pubblicarono la loro versione su singolo e inclusero la cover nel loro album The Best of Earth, Wind & Fire, Vol. 1. Il singolo raggiunse la prima posizione in classifica nella categoria Black Music e la numero 9 nella classifica generale Pop.
La canzone vinse un Grammy Award per il miglior accompagnamento strumentale e ricevette un'altra nomination nella categoria Best Pop Performance by a Duo or Group with Vocals.

## Altre cover
- Ali Campbell ha reinterpretato la canzone nel suo album del 2010 Great British Songs.
- I Chicago eseguivano il brano dal vivo durante i loro tour negli anni settanta come bis con Peter Cetera alla voce.
- Johnny Hallyday in lingua francese intitolata Je veux te graver dans ma vie (1966).
- Cliff Bennett and the Rebel Rousers
- I The Four Tops sull'album Soul Spin
- I Blood, Sweat & Tears
- Diana Ross
- Thelma Houston con Pressure Cooker
- Daniel Johnston
- BUCK Enterprises
- Matthew Sweet e Susanna Hoffs nella colonna sonora del film Imagine That
- Ella Fitzgerald
- I Jazz Detectives
- Joe Pesci sull'album Vegas Goodfellas
- Chris Colfer e Darren Criss nella serie televisiva Glee (5x01)
- Perry Farrell nel tribute album The Art of McCartney del 2014.

## Fonti
- Got to Get You into My Life, su AllMusic, 2009.
- Cliff Bennett And The Rebel Rousers -  Got To Get You Into My Life, su Chart Stats, 2009. URL consultato il 20 novembre 2009.
- Mark Lewisohn, The Beatles Recording Sessions, New York, Harmony Books, 1988, ISBN 0-517-57066-1.
- Ian MacDonald, Revolution in the Head: The Beatles' Records and the Sixties, Second Revised, London, Pimlico (Rand), 2005, ISBN 1-84413-828-3.
- Barry Miles, Paul McCartney: Many Years From Now, New York, Henry Holt and Company, 1997, ISBN 0-8050-5249-6.
- Cari Morin, The Evolution of Beatles' Recording Technology, 1998.
- RIAA Gold & Platinum Searchable Database - The Beatles Gold Singles [collegamento interrotto], su RIAA, 2009a. URL consultato il 20 luglio 2009.
- RIAA Certification for Got to Get You into My Life, su RIAA, 2009b. URL consultato il 20 novembre 2009 (archiviato dall'url originale il 10 maggio 2014).
- David Sheff, All We Are Saying: The Last Major Interview with John Lennon and Yoko Ono, New York, St. Martin's Press, 2000, ISBN 0-312-25464-4.
- Mark Wallgren, The Beatles on Record, New York, Simon & Schuster, 1982, ISBN 0-671-45682-2.
- Thomas Ward, Review of "Got to Get You into My Life", su AllMusic, 2009.
- Earth, Wind & Fire - Awards, su The Official Earth, Wind & Fire Website, 2009. URL consultato il 20 novembre 2009 (archiviato dall'url originale il 7 marzo 2009).
- Alan W Pollack, Notes on "Got to Get You into My Life", su icce.rug.nl, 29 agosto 1999.
- Cari Morin, The Evolution of Beatles' Recording Technology, 1998